# Femme invisible (comics)
Pour les articles homonymes, voir La Femme invisible et Storm.
Jane Storm (Susan « Sue » Storm en VO), alias l’Invisible (« Invisible Girl ») puis la Femme invisible (« Invisible Woman »), aussi appelée Mme Fantastique, est une super-héroïne évoluant dans l’univers Marvel de la maison d'édition Marvel Comics.
Créé par le scénariste Stan Lee et le dessinateur Jack Kirby, le personnage de fiction apparaît pour la première fois dans le comic book Fantastic Four (vol. 1) #1 en novembre 1961.
Membre fondateur des Quatre Fantastiques, elle a pris le nom d’épouse Jane Storm-Richards (Susan Storm-Richards en VO) après son mariage avec Red Richards, alias Mr Fantastique. C'est aussi la sœur de Johnny Storm.

## Biographie du personnage

### Origines
Jane Storm (Susan « Sue » Storm en VO) naît à Long Island, dans l'État de New York. Elle est la fille de Franklin Storm, un médecin, et de Mary Storm, une mère au foyer, et la sœur de Jonathan Storm, dit Johnny Storm (la future Torche humaine). Jane grandit avec son frère Johnny à Glenville, une petite ville de la banlieue de Long Island.
Alors qu’elle est âgée d'une dizaine d’années, ses parents, partis à une soirée, ont un accident de voiture lors du trajet. La mère de Jane est sérieusement blessée et doit être opérée. Son père, Franklin Storm, tente l’intervention lui-même, mais n'arrive pas à sauver son épouse qui meurt sur la table d’opération. Celui-ci sombre alors dans la dépression, l’alcoolisme puis le jeu, avant de perdre son cabinet médical, devant emprunter l'argent nécessaire pour faire vivre ses enfants à des individus louches. Un jour, il tue accidentellement un usurier, venu réclamer l’une de ses dettes. Il refuse ensuite de se défendre lors du procès pour ce meurtre, estimant payer ainsi la mort de son épouse. À partir de ce moment, Jane assume auprès de son jeune frère le rôle d’une mère de substitution ; les enfants sont confiés à la garde de l'une de leurs tantes, prénommée Marygay. Honteux de son attitude, Franklin Storm refuse ensuite de recevoir la visite de ses enfants en prison, et demande à sa fille de dire à Johnny qu’il est mort.
À l’âge de douze ans, Jane fait la connaissance pour la première fois de Red Richards (le futur Mr Fantastique), à l'époque un jeune étudiant diplômé de l'université Columbia, qui loge dans une chambre d’étudiant louée par sa tante Marygay. Immédiatement séduite par cet étudiant timide (âgé de onze ans de plus qu’elle), Jane se jure qu’un jour il l'épousera. Elle arrive à son but des années plus tard. Dans une révision de son histoire, Jane, quand elle rencontre Red pour la première fois, est cette fois-ci étudiante en premier cycle à l'université.
Jane Storm acquiert ses pouvoirs d’invisibilité après avoir été exposée à des radiations cosmiques lors d'un vol de fusée expérimentale dans l'espace, en compagnie de son frère Johnny, de son fiancé Red et de leur ami le pilote Ben Grimm (qui deviendra la Chose). Adoptant le nom de l’Invisible (« Invisible Girl » en VO), Jane forme avec ses trois amis le premier groupe de super-héros de l’époque moderne, baptisé par Richards les « Quatre Fantastiques ». Peu après, le groupe emménage au Baxter Building.
Par la suite, Jane approfondira ses pouvoirs, découvrant de nouvelles capacités liées à sa transformation, comme créer des champs de force invisibles. Alors que dans les premiers mois d’existence des Fantastiques, elle est la plus faible de l'équipe, Jane devient progressivement le membre le plus puissant du quatuor.

### Parcours
Au cours des premières aventures de l'équipe, Jane fait la rencontre de l'Atlante Namor qui l'enlèvera plusieurs fois, et qui tombera amoureux d'elle. Elle lui préférera cependant Red, mais ses sentiments pour le prince des Mers ont toujours été troubles, car Jane fut en partie séduite par ce héros esseulé ainsi que par le mélange de noblesse et de détermination dont l'Atlante faisait preuve, d'autant plus qu'à l'époque, Red avait du mal à exprimer ses sentiments envers elle.
Elle finira par épouser Red Richards et donnera naissance à leur fils, Franklin, qu'elle aura du mal à mettre au monde, à cause des radiations cosmiques qu'elle avait reçues dans l'espace. Sa grossesse étant difficile, Jane, durant cette période est remplacé par Crystal des Inhumains au sein de l'équipe des Quatre Fantastiques.
Au dernier moment, afin de sauver son enfant à naître, l'équipe doit s'emparer du Cylindre de contrôle cosmique d'Annihilus dans la Zone négative. L'enfant est nommé Franklin, comme son grand-père maternel, et manifeste des pouvoirs puissants et inhabituels presque immédiatement. Quand Annihilus kidnappe Franklin et déclenche ces pouvoirs, il le transforme en une bombe vivante et fait augmenter ses pouvoirs de manière exponentielle et incontrôlable, jusqu'à ce que Franklin menace d'anéantir toute vie dans le système solaire avec une explosion psychique. Red n'a d'autre choix que d'inhiber les fonctions cérébrales supérieures de Franklin, afin de le désamorcer. C'est la goutte d'eau pour Jane, qui quitte Red et emmène Franklin avec elle.
Pendant la deuxième pause de Jane, l'Inhumaine Medusa prend sa place au sein de l'équipe. Ses anciens liens, cependant, ramènent Jane dans l'équipe, et sa relation avec Red reprend. Peu de temps après, Franklin revient à la normale et la famille Richards est de nouveau réunie.
À la suite d'une nouvelle bataille des Quatre Fantastiques contre Annihilus dans la Zone négative, Jane découvre qu’elle est une nouvelle fois enceinte. Étant donné que l’enfant a été conçu lors du voyage dans la Zone négative, la grossesse est rendue plus difficile, à cause des radiations provenant de cette dimension mêlées à celles de Red. Quand elle a la certitude d’être de nouveau mère, Jane et Red partent s'installer à Belle Port dans le Connecticut, sous les identités d'emprunt de Jane, Red et Franklin Benjamin, afin de mener une vie plus calme et plus « normale ».
Cependant, lors des dernières semaines de la grossesse de Jane, les trois autres membres de l'équipe sont enlevés par l'entité cosmique le Beyonder qui voulait les faire participer à ses Guerres secrètes. Red ne revient que quelques heures avant l’accouchement périlleux de sa femme et, en dépit des nombreux spécialistes des radiations (dont Bruce Banner, Michael Morbius, Walter Langkowski et Otto Octavius) qu'il consulte pour l'aider à accoucher, Red échoue et le bébé de Jane, une petite fille, meurt-née. Jane reprend ensuite sa place au sein de l'équipe, mais reste un long moment déprimée, sous le coup du chagrin causé par la perte de son nouveau-né.
Alors qu’elle n'a pas encore fait le deuil de son bébé, Jane est mentalement manipulée par le super-vilain Psycho-Man (en) et sa créature, le nouveau Maître de la haine, qui exacerbe sa colère tout en la contrôlant à ses fins, faisant émerger la personnalité maléfique de Jane. Cela amène la jeune femme à adopter l’identité de Malice, la Maîtresse de la Haine, qui s’attaque alors à ses camarades. Lors de cet événement, Jane utilise ses pouvoirs sans aucune retenue et à un niveau inédit, montrant notamment de nouvelles capacités. Cependant, Red parvient, grâce à une astuce, à lui faire retrouver ses esprits et à la libérer de l'emprise de Psycho-Man. Celle-ci finit ensuite par se venger de Psycho-Man.
Après que l’influence de Psycho-Man soit dissipée, Jane change son nom de code de l'Invisible (« Invisible Girl ») pour la Femme invisible (« Invisible Woman ») réalisant que, jusque là, elle avait sous-estimé son potentiel et fait preuve d’une tendance naturelle à se retenir, n'exploitant pas son pouvoir dans sa totalité au détriment de son rôle dans l'équipe.
Dans l'histoire Fantastiques contre X-Men (1987), après une machination ourdie par le Docteur Fatalis en vue de faire perdre à son mari Red ses capacités, Jane (ainsi que les autres membres des Quatre Fantastiques) en vient à haïr son mari, convaincue par la lecture du journal intime de Red (modifié secrètement par Fatalis) que celui-ci les a sciemment exposés aux rayons cosmiques lors de leur voyage en fusée. Mais Jane finit par comprendre que ce journal est un faux, et son amour avec Red reprend,.
Une résurrection encore plus surprenante se déroule pendant le conflit, déformant la réalité, de l'équipe des Quatre Fantastiques contre l'être cosmique Abraxas, lorsque Franklin révèle qu'il a utilisé ses pouvoirs pour sauver le deuxième enfant apparemment mort-né de Jane, des années plus tôt, et que celle-ci a grandi dans un futur alternatif pour devenir Marvel Girl (Valeria Von Fatalis), une alliée des Quatre Fantastiques actuels. En tant qu'effet secondaire de la défaite d'Abraxas, Marvel Girl retrouve son état d'origine, en tant qu'enfant à naître dans le ventre de Jane. Cette fois, la grossesse de Jane donne naissance à une petite fille en bonne santé, baptisée Valeria, en mémoire du premier amour du docteur Fatalis (qui avait insisté pour nommer l'enfant ainsi, en échange de son aide pour cette naissance difficile).
Mais les faveurs de Fatalis, comme toujours, ne sont jamais innocentes. Son objectif principal étant passé de la science à la sorcellerie, Fatalis utilise son lien spécial avec Valeria comme un moyen pour lancer des sorts contre les Quatre Fantastiques, et les vainc rapidement. Il jette Franklin en enfer, enlève Valeria et torture Ben, Johnny ainsi que Jane pendant que Red observe, impuissant. L'orgueil de Fatalis le conduit cependant, comme toujours, à sa chute : ses démons infernaux le conduisent dans le monde souterrain des Haazareth. Avant d'y être traîné, Fatalis marque cependant de manière vindicative – et apparemment permanente – le visage de Red.
Les Quatre Fantastiques terminent en état de choc, à la fois mentalement et physiquement, après l'attaque vicieuse de Fatalis. Jane lutte alors pour aider son fils à guérir, Franklin étant traumatisé par les tortures qu'il a subi en enfer, s'étant fermé émotionnellement et ayant perdu la capacité de parler.

### Civil War
La guerre civile divise de nouveau l'équipe. Mr Fantastique est en effet un des leaders du recensement des individus surhumains (le texte de loi « Superhuman Registration Act (en)), tandis que Jane et Johnny rejoignent la résistance, horrifiés par la façon dont le clone de Thor (un androïde élaboré par Red) a tué Goliath (Bill Foster). Nick Fury leur fournit alors de fausses pièces d'identité en tant que mari et femme, à leur grand dam.
Au cours de la bataille finale cependant, Mr Fantastique protège Jane d'une balle tirée par le Maître de corvée mais celle-ci est gravement blessée. Jane riposte en utilisant un champ de force pour marteler le Maître de corvée dans le sol. Elle aide ensuite à nettoyer New York au lendemain de la guerre et, avec les autres Secret Avengers, obtient une amnistie. Elle se réconcilie avec Red et ensemble, le couple prend une courte pause en dehors de l'équipe afin de réveiller leur union.

## Personnalité
Pendant les premières années des Quatre Fantastiques, Jane demeura dans l’ombre de ses coéquipiers plus puissants, se contentant de rester le bras droit de son mari Red Richards. Ce n’est qu’avec l’arrivée du scénariste et dessinateur John Byrne aux commandes du comic book que le personnage acquit une stature plus importante, développant alors de nouveaux usages offensifs de ses pouvoirs. À cette occasion, elle abandonna (en VO) le nom d’Invisible Girl pour adopter celui d’Invisible Woman.
Sœur, amie, épouse et mère de famille, Jane Storm est l’âme des Quatre Fantastiques, une équipe dont les membres forment une « famille » unie. Du fait des épreuves qu’elle a endurées au fil de ses nombreuses aventures et qui l'ont marquée, Jane Storm s'est progressivement modelé un caractère de femme forte. Après avoir été considérée comme la moins puissante de l'équipe, elle est depuis reconnue comme l’une des plus puissantes héroïnes de l’univers Marvel.

## Pouvoirs et capacités
En complément de ses pouvoirs, Jane Storm est une combattante au corps à corps accomplie, entraînée dans cette discipline aussi bien par la Chose que par Miss Hulk ou par Iron Fist ; elle dispose ainsi de techniques de combat variées. Elle est aussi compétente en tant que chef, remplaçant régulièrement son mari Mr Fantastique à la tête des Quatre Fantastiques quand celui-ci est indisponible. Par ailleurs, elle possède de bons talents d’actrice.
Lors de son irradiation par les rayons cosmiques, Jane Storm a acquis les super-pouvoirs suivants :
- la capacité de se rendre invisible à volonté, ce qui lui confère un camouflage parfait. Selon les versions, elle a même la capacité de rendre invisible tout ce qu'elle désire, comme une personne, un objet ou un mur. Elle peut également rendre visibles les objets ou les énergies normalement invisibles à l'œil nu (êtres vivants, champs d'énergie, etc.), mais elle n'utilise cette dernière faculté que très rarement ;
- le don de contrôler mentalement des sortes de champs de force qu'elle crée et manie à sa guise, ce qui lui permet d’assurer sa protection ou celle d'autres personnes, d'attaquer, de flotter dans les airs ou de déplacer des objets. Elle utilise davantage ce pouvoir que son invisibilité.

Son champ de force est une matière dure, qui apparemment est dépendant de sa constitution physique : lorsqu'elle l’utilise pour se protéger contre un ennemi très fort, il est possible que ce champ « casse » sous les coups de l’adversaire et Jane peut alors s'évanouir, épuisée par l'effort mental.
Au début de sa carrière, elle n'arrivait pas à utiliser simultanément son pouvoir d'invisibilité et sa génération de champ de force, de même qu’elle n'arrivait pas à se rendre invisible en même temps qu'elle rendait une autre personne (ou un objet) également invisible. Par la suite, elle a amélioré la maîtrise de ses pouvoirs et ne connaît plus de telles restrictions.

## Apparitions dans d'autres médias
Sauf indication contraire, les informations mentionnées dans cette section peuvent être confirmées par la base de données cinématographiques IMDb,  présente dans la section « Liens externes ».

### Films
Interprétée par Rebecca Staab
- 1994 : Les Quatre Fantastiques réalisé par Oley Sassone[15]

| |  |  |
| Jessica Alba (à g.) incarne La Femme Invisible dans Les Quatre Fantastiques et le Surfer d'argent (2007) et Kate Mara (à d.) dans le reboot Les 4 Fantastiques (2015). |  |  |

Interprétée par Jessica Alba
- 2005 : Les 4 Fantastiques réalisé par Tim Story
- 2007 : Les 4 Fantastiques et le Surfer d'argent réalisé par Tim Story

Certaines personnalité, dont le dessinateur John Byrne (qui participa à la série Fantastic Four), discutèrent ce choix, Alba étant selon eux trop jeune, typée latina, contrairement au personnage dans les comics, et devant se teindre les cheveux pour lui ressembler.[réf. nécessaire]
Interprétée par Pamela Anderson
- 2008 : Super Héros Movie réalisé par Craig Mazin

Interprétée par Kate Mara
- 2015 : Les 4 Fantastiques réalisé de Josh Trank[16]

Interprétée par Vanessa Kirby dans l'univers cinématographique Marvel.
- 2025 : The Fantastic Four: First Steps réalisé par Matt Shakman

### Télévision
- 1967-1968 : Les Quatre Fantastiques (série d'animation)
- 1994-1996 : Les Quatre Fantastiques (série d'animation)
- 2006-2007 : Les Quatre Fantastiques (série d'animation)
- 2010-2012 : Avengers : L'Équipe des super-héros (série d'animation)
- 2013-2015 : Hulk et les agents du S.M.A.S.H (série d'animation)

### Jeux vidéo
Le personnage de la Femme invisible apparaît dans plusieurs jeux vidéo :
- dans le premier jeu vidéo Fantastic Four (1997) sur PlayStation ;
- dans Les Quatre Fantastiques  (2005), jeu vidéo tiré du film de 2005 ;
- dans Marvel Ultimate Alliance (2006), un jeu vidéo combinant tous les personnages de Marvel Comics pour un combat épique contre le Docteur Fatalis ;
- dans Les Quatre Fantastiques et le Surfer d'argent (2007), jeu vidéo qui a suivi la sortie du film de 2007.